# Kavalagiriyanahalli, Malur
Kavalagiriyanahalli là một làng thuộc tehsil Malur, huyện Kolar, bang Karnataka, Ấn Độ.